# KAIST
L'Institut Avançat de Ciència i Tecnologia de Corea (KAIST) és una universitat nacional de recerca situada a Daedeok Innopolis, Daejeon, Corea del Sud. KAIST va ser establert pel govern coreà el 1971 com la primera institució pública de ciència i enginyeria del país orientada a la investigació. KAIST és considerada com una de les universitats més prestigioses del país. KAIST ha estat acreditat internacionalment en educació empresarial, i acull el Secretariat de l'Associació d'Escoles de Negocis d'Àsia-Pacífic (AAPBS). KAIST compta amb 10.504 estudiants a temps complet i 1.342 investigadors del professorat (a partir del semestre de tardor de 2019) i tenia un pressupost total de 765 milions de dòlars el 2013, dels quals 459 milions de dòlars provenien de contractes de recerca.
El 2007, KAIST es va associar amb institucions internacionals i va adoptar programes de doble titulació per als seus estudiants. Les seves institucions associades inclouen la Universitat Tècnica de Dinamarca, Universitat Carnegie Mellon, l'Institut Tecnològic de Geòrgia, la Universitat Tècnica de Berlín, i la Universitat Tècnica de Munic.

## Història
L'institut es va fundar el 1971 com a Institut Avançat de Ciència de Corea (KAIS) amb un préstec de 6 milions de dòlars (38 milions de dòlars 2019) de l'Agència dels Estats Units per al Desenvolupament Internacional (USAID) i amb el suport del president Park Chung- Hee. L'esquema acadèmic de l'institut va ser dissenyat principalment per Frederick E. Terman, aleshores vicepresident de la Universitat Stanford, i el Dr. KunMo Chung, professor de la Institució Politècnica de Brooklyn. Les dues funcions principals de l'institut eren formar científics i enginyers avançats i desenvolupar una estructura de formació de postgrau al país. Els estudis d'investigació havien començat el 1973 i els estudiants de grau van estudiar per obtenir els títols de batxillerat el 1984.
El 1981, el govern va fusionar l'Institut Coreà Avançat de Ciència i l'Institut Coreà de Ciència i Tecnologia (KIST) per formar l'Institut Avançat de Ciència i Tecnologia de Corea, o KAIST, sota la direcció del professor de física Choochon Lee. A causa de les diferents filosofies de recerca, KIST i KAIST es van separar el 1989. El mateix any KAIST i l'Institut de Tecnologia de Corea (KIT) es van combinar i es van traslladar de Seül a la ciutat científica de Daedeok a Daejeon. El primer acte del president Suh després de la seva presa de possessió el juliol de 2006 va ser exposar el Pla de desenvolupament KAIST. El "Pla quinquennal de desenvolupament de KAIST" es va finalitzar el 5 de febrer de 2007 pel Comitè de direcció de KAIST. Els objectius de KAIST establerts per Suh eren convertir-se en una de les millors universitats de ciència i tecnologia del món i convertir-se en una de les 10 millors universitats el 2011. El gener de 2008, la universitat va deixar el seu nom complet, Korea Advanced Institute of Science and Technology, i va canviar el seu nom oficial a només KAIST.

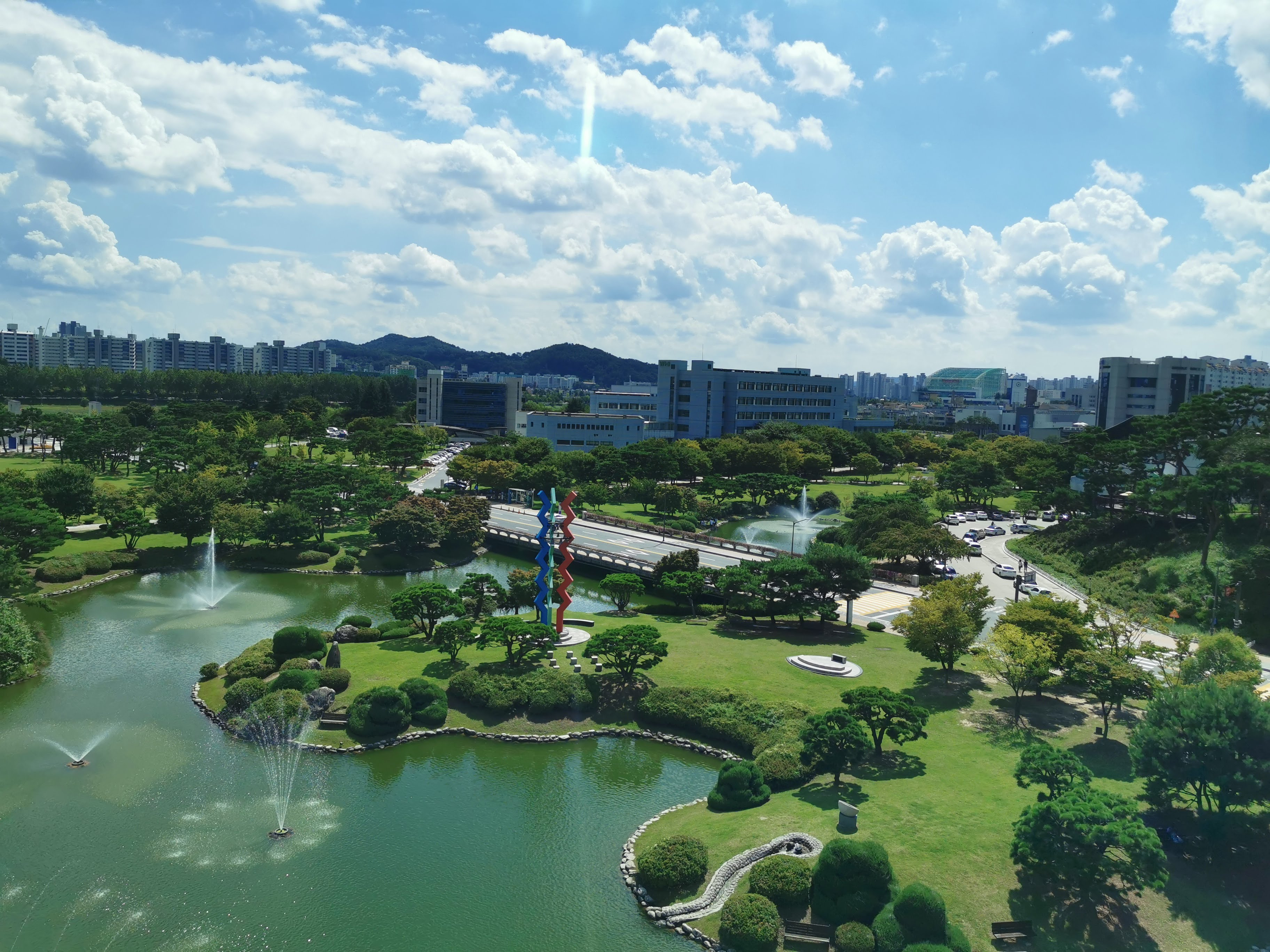
Vista del campus principal

## Organització
KAIST està organitzat en 6 col·legis, 2 escoles i 33 departaments/divisions.
- Facultat de Ciències Naturals
  - Departament de Física
  - Departament de Ciències Matemàtiques
  - Departament de Química
  - Escola de Postgrau en Nanociència i Tecnologia
- Facultat de Ciències de la Vida i Bioenginyeria
  - Departament de Ciències Biològiques
  - Escola Superior de Ciències i Enginyeria Mèdiques
- Facultat d'Enginyeria
  - Escola d'Enginyeria Mecànica i Aeroespacial
    - Departament d'Enginyeria Mecànica
    - Departament d'Enginyeria Aeroespacial

  - Escola d'Enginyeria Elèctrica
  - Escola d'Informàtica
  - Departament d'Enginyeria Civil i Ambiental
  - Departament d'Enginyeria Bio i Cerebral
  - Departament de Disseny Industrial
  - Departament d'Enginyeria Industrial i de Sistemes
    - Escola de Postgrau en Ciències de les Dades

  - Departament d'Enginyeria Química i Biomolecular
  - Departament de Ciència i Enginyeria dels Materials
  - Departament d'Enginyeria Nuclear i Quàntica
  - Departament d'Enginyeria de la Informació i les Comunicacions
  - Escola de postgrau de transport verd de Cho Chun Shik
  - Escola de Postgrau d'EEWS (Energia, Medi Ambient, Aigua i Sostenibilitat)
  - Escola de postgrau d'IA Kim Jaechul (GSAI)
- Facultat d'Arts Liberals i Ciències de la Convergència
  - Escola d'Humanitats Digitals i Ciències Socials Computacionals
  - Escola Superior de Tecnologia de la Cultura
  - Moon Soul Graduate School of Future Strategy (només en coreà)
  - Escola de Postgrau en Política Científica i Tecnològica
- Facultat de Negocis
  - MS/Ph. D
  - Escola de Gestió Empresarial i Tecnològica
  - Escola d'Enginyeria de Gestió
  - Escola de Postgrau en Finances
  - Escola de Postgrau en Gestió de la Informació i Mitjans de Comunicació
  - Escola de Postgrau de Creixement Verd
  - Escola d'Estudis Transdisciplinaris

KAIST també té tres instituts afiliats, inclosos l'Institut de Corea d'Estudis Avançats (KIAS), el National NanoFab Center (NNFC) i l'Acadèmia de Ciències de Corea (KSA).